# Вулиця Бірюзова (Донецьк)
Вулиця Бірюзова — була названа на честь Героя СРСР: маршала Сергія Бірюзова. Знаходиться в Кіровському районі Донецька, в його західній частині між житловими масивами Абакумова та Лідіївка.

## Загальні відомості
Утворює житловий масив, що з півночі обмежений вул. Кірова, із заходу проходить транспортна магістраль без назви, яка використовується водіями як об'їзна дорога навколо Донецька із західної сторони міста. Магістраль виходить на південь до дороги в Маріуполь і Запоріжжя, на північ до траси на Дніпропетровськ.
Згідно з генеральним планом розвитку міста, південніше буде багатоквартирна забудова. Цей напрямок найперспективніший для розвитку Кіровського району.
У житловому масиві повністю багатоквартирна забудова.

## Будівлі
Житлові будинки 1-38, 40-50, 53-57, 60-62, 11а, 31а, 32а, 35а(+Поліклініка), переобладнаний дитячий садок № 380
Школи
- будинок 1а — Школа № 98,
- будинок 44а — Школа № 91.

Дитячі садки
- Дитячий садок 249

Де можна поїсти
- У лісопосадці біля зупинки ш. Скочинського кафе «Хутірець»
- між 53 і 54 будинками більярдний клуб «ФОРТУНА» (йому надали номер будинку 53а)
- Біля будинку 40а кафе «555»

Інші 25а(Магазин БРУСНИЦЯ), 40а(Супермаркет АТБ) , 53а(Магазин «Союз»)
Відсутні будинки номер 39, 51-52, 58-59
Гаражі утворять три гаражних кооперативи, які межують із південною частиною житлового масиву
- Бірюза-1
- Бірюза-2
- Світанок

## Типи житлових будинків
Цегельні 5-поверхові 14-15
Панельні 5-поверхові 1-38, 48, 32а, 35а
Великоблочні 5-поверхові 40-45
Панельні 9-поверхові 46-47, 50, 53-56, 60
Великоблочні 9-поверхові 31а, 57
Панельні 10-поверхові 62, 61

## Транспорт
Зупинки
- вул. Бірюзова,
- ресторан «Киргизія» (2-а Бірюзова),
- ш. Скочинського,
- вул. Бірюзова (за маршрутом до шахти № 29).

Автобуси 8, 22б, 41
Маршрутні таксі 8а, 41б, 65, 64, 66, 88, 127
До Зал.-вокзала можна доїхати на авт. 22б, до ст. Рутченково на авт. 66, до АС Центр, АВ Південний на авт. 41, марш. 41б, 127